# 貞操帯 (アイヌ)
貞操帯 (アイヌ)の項では、かつてアイヌの成人女性が下腹部に装着していたひも状の装身具、あるいはお守りについて解説する。

## 概要
アイヌ語ではポンクッ（小さな帯）、ウㇷ゚ソㇽクッ（肌帯）、ラウンクッ（懐帯）などと呼ばれる（クッは帯の意）。イラクサやツルウメモドキの樹皮を雪の上に晒して取った繊維で編んだ紐で、端が3~8本の房状に分かれており、房の先には黒い布片を下げる場合もある。初潮を迎えた女性、あるいは結婚を控えた女性は一人前の女になった印としてこの貞操帯を腰の周りに締める。この貞操帯を常に締めることで貞淑な女との証しが立ち、同時に神々の加護を得られるとされた。形状や締め方はその女性が属する女系によって千差万別である。そのためアイヌの貞操帯は、女系の家紋としての意味合いも果たす。なお男系では矢に刻み込むアイシロシが家紋のような役割を果たす。

### 名称
アイヌの貞操帯はヨーロッパの貞操帯と異なり、物理的な意味で女性の「貞操」を保つ効果は無く、着脱も完全に女性本人の自由である。しかし女性が自身の貞操観念の証しとして締める精神的な意味での貞操帯である。更科源蔵や知里真志保は自身の著作物でこの装身具を「貞操帯」と表現しているが、ヨーロッパの貞操帯とは概念が全く異なるため、誤解を避ける為に「守り紐」「腰紐」などの表記を取る日本語文献も多い。瀬川清子は、自著『アイヌの婚姻』でこの装身具を「ウプショルクッ」で統一表記している。

## 社会的背景

### 貞操帯と女系
アイヌの貞操帯は、同じ女系の女性のみの装身具である。本人か母親、母方の祖母、母方のおばが制作した貞操帯でなくては身に着けられない。この貞操帯を同じくする女系を「シネウㇷ゚ソㇽ」という。結婚後に姑と同じ形状の貞操帯を締めることはせず、必ず実家の母親と同じ貞操帯の形状を貫き、娘が生まれれば彼女にシネウㇷ゚ソㇽを継いでいく。娘のいない女性は息子の嫁に自身のシネウㇷ゚ソㇽと同じ形状の貞操帯を継ぐよう頼み込む例もあるが、嫁は表向きには姑の女系の貞操帯を受け入れつつも、実際には実家の貞操帯を用いる。女性の死者を葬る場合は、シネウㇷ゚ソㇽに類する女性が死者の貞操帯その他、死に装束を着させる。従って、嫁は姑の葬儀には関知しない。自身の女系の正しい貞操帯を身に着けて葬られた女は、死後に来世で母親に合えるという。
婿の母親と嫁のシネウㇷ゚ソㇽが同じ組み合わせの結婚は近親婚とされ、禁じられている。タブーを犯せば、子が生まれなかったり、障害児が生まれるという。

### 貞操帯と信仰
アイヌの貞操帯は、貞淑な女性として身の証しを立てる象徴である。これを締めていなければ神に対する不敬とされ、神を拝んだりカムイプヤㇻ（チセの一番奥にある神聖な窓）に近づいたりできない。さらにアペフチ（火の女神）に失礼だとして火を焚けず、食事の支度もできない。また、狩りに出た夫の留守に貞操帯を外していれば、夫は猟運を失って不猟に見舞われるともいう。
一方、常に身に着けていることで神の加護を得ることができる。コタンに火事が迫ってきた折は、自身と同じく女性である火の女神に向けて貞操帯を振り回し、「女の帯ですよ神様。それに向かってくるのですか」と唱えることで火伏せをする。山中で野営する際、周囲に貞操帯を張り巡らしておくことで害獣の侵入を避けられる。また、ヒグマに遭遇した場合は素早く貞操帯を振り回し、以下のような呪文を唱える（表記は原文ママ）
。
火の女神と同じ貞操帯を持つ身であることを誇れば、熊でも退散するという。アイヌの伝承では「熊は蛇を嫌う」とされているため、細長い貞操帯を見た熊が蛇だと誤解して恐れるとも考えられる。
また、どうしても勝たなければならないチャランケ（談判、裁判）に出る男は、妻の貞操帯を持って行く。貞操帯を振れば敵は悶絶し、波風も立たず丸く収まるという。
貞操帯の端は3本以上の房状に分かれているが、位の高い女性が使用するものほど房の数が多くなり、最高は8本である。そのため、「天上界の女神が地上に残した貞操帯が命を持ったものが、蛸である」との伝説がある。

### 貞操帯と男女
成長を経て貞操帯を身に締めた女性は、それを常に帯びていることが要求される。締めていない女性はだらしない女として非難の対象となり、嫁に出せば婚家から抗議される。アイヌ社会で姦通が発生した折は、男性が貞操帯を無理に外したか、女性が自ら外したかで強姦か和姦か判断する。貞操帯を締めていなければ女に落ち度があるとされ、事実上の強姦であっても男は罰せられない。しかし貞操帯を締めていた未婚女性や人妻と交わった男性は、一生にかかわるほどの制裁を受ける。なお、アイヌ社会において姦通を犯した者には、耳削ぎ、鼻削ぎ、あるいはアキレス腱切断の刑が執行される。
貞操帯は決して他人に見せるものではない。男はもとより女に見せることも、話題にすることも憚られる。たとえ夫であっても外すには妻の許可がいる。また、山中で卒倒していた女を夫以外の男が介抱した際、蘇生した女は男に貞操帯を見られたものと理解し、男に正式な妻がいる場合でもその男の妻になる場合があったという。
常時締めていることが要求される貞操帯だが、自身の出産の折は血のケガレを避ける為に貞操帯を外し、火の傍に近づかない。夫が死んだ折はしばらく喪服で暮らすと共に、貞操帯を逆に締めるか新しく作り直す。

## 歴史
村上島之丞の『蝦夷島奇観』には「女は腰に細き緒を六重結ぶ。いやしき者は三重結べり。成長の後もおなし」。との記載があり、18世紀半ばにはすでに貞操帯を締める風習があったことがうかがえる。しかし北海道の開拓の歴史と共に締める習慣もすたれ、昭和の中期には80歳代以上の女性のみが使用している状況だった。
アイヌの貞操帯は研究者の興味を引くテーマではあったが、取材を受けるアイヌ女性にとって、口にするのも憚られる貞操帯の話を他民族（多くは和人）に語ることは大変な屈辱だった。昭和20年代に日高支庁のアイヌ女性に聞き取り調査をした民俗学者・瀬川清子は、貞操帯の話を聞き出すたびに話者の機嫌を損ねてしまったと語る。

## 参考資料
- 更科源蔵『歴史と民俗 アイヌ』社会思想社、1968年。ASIN B000JA5YH0。
- 瀬川清子『アイヌの婚姻』未來社、1972年。ISBN 978-4624200718。
- 門崎允昭・犬飼哲夫『増補改訂版・ヒグマ』北海道新聞社、2000年。ISBN 978-4894531154。
- 更科源蔵『アイヌ伝説集』みやま書房、1981年。ASIN B000J6XEOO。